# Ōdate
Ōdate (jap. 大館市, -shi) ist eine Stadt in der Präfektur Akita auf Honshū, der Hauptinsel von Japan.

## Geographie
Ōdate liegt nordöstlich von Akita und südwestlich von Aomori.

## Geschichte
Die Stadt Ōdate wurde am 3. April 1951 aus den ehemaligen Gemeinden Ōdate und Shakauchi gegründet.

## Verkehr
- Zug:Bahnhof Ōdate
  - JR Ōu-Hauptlinie
  - JR Hanawa-Linie
- Straße:

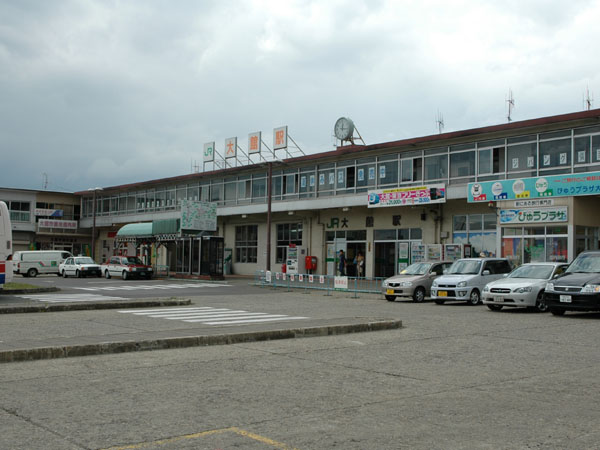
Bahnhof Ōdate

  - Nationalstraße 7: nach Aomori und Niigata
  - Nationalstraße 103,285

## Söhne und Töchter der Stadt
- Kanō Kōkichi (1865–1942), Philosoph
- Takiji Kobayashi (1903–1933), Schriftsteller
- Hachikō (1923–1935), Akita-Hund
- Midori Furusawa (* 1974), Skilangläuferin
- Yōsuke Hatakeyama (* 1980), Nordischer Kombinierer

## Angrenzende Städte und Gemeinden

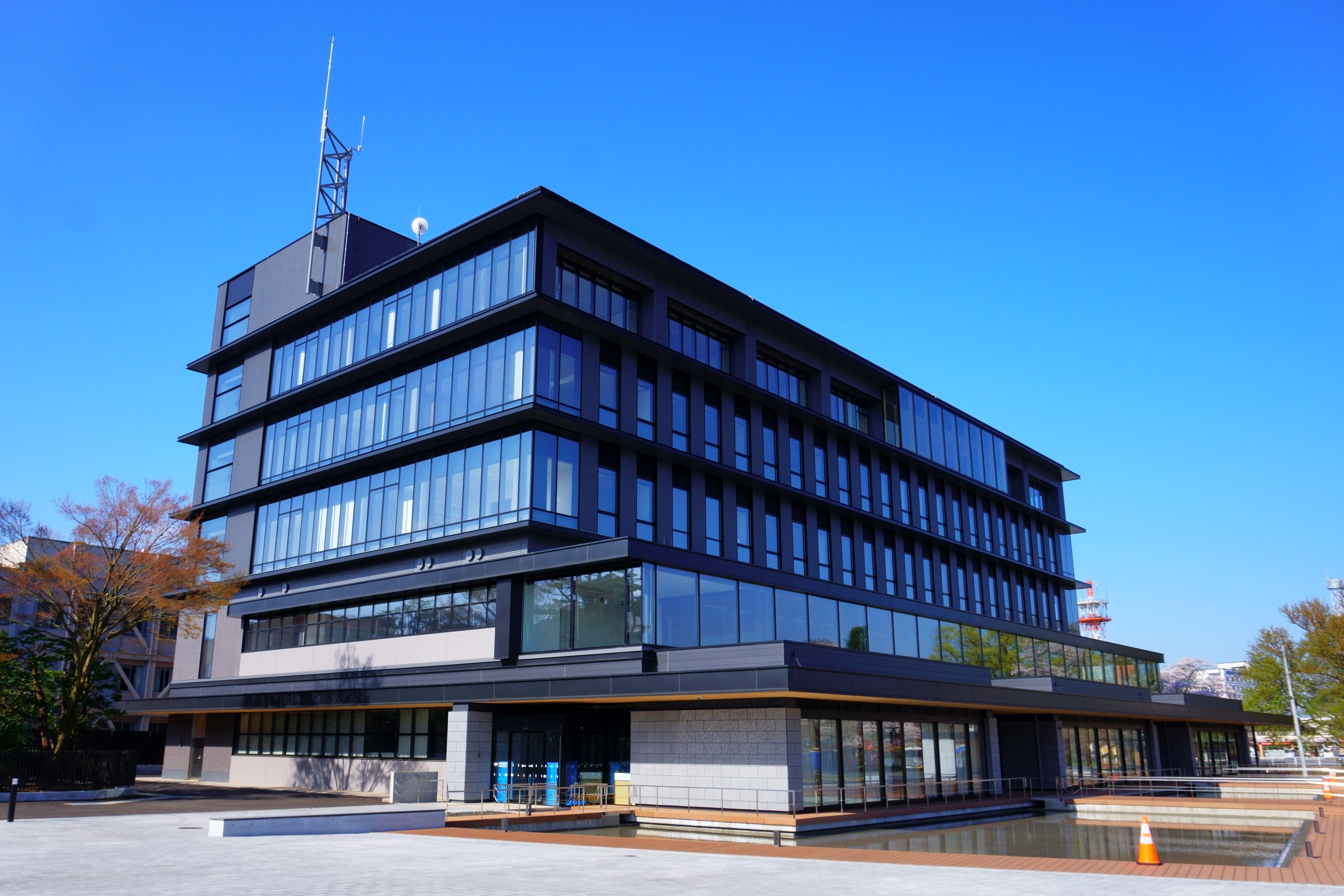
Rathaus

- Präfektur Akita
  - Kita-Akita
  - Kazuno
  - Kosaka
  - Fujisato
- Präfektur Aomori
  - Hirakawa
  - Hirosaki
  - Ōwani
  - Nishimeya

## Städtepartnerschaften
- Shibuya, Japan
- Minamitane, Japan